# Абу Му I
Абу Мухаммад Абдалла ибн Абу Хамму, или Абу Му I (ум. 1401) ― тринадцатый правитель Тлемсена из династии Абдальвадидов (1399―1401). 

## Биография
В 1398 году Абу Мухаммад был губернатором. Собрав сильную армию, в следующем году он заявил о своих правах на престол и двинулся к столице. Взяв Тлемсен, он сверг своего брата Абу Зайяна II. Свергнутый эмир бежал на восток и был убит через четыре года по приказу Абу Му. 
Едва укрепившись на престоле Тлемсена, Абу Мухаммад в 1401 году был свергнут Маринидами в ходе заговора с участием некоторых из его родственников. Мариниды возвели на трон его брата Абу Абдаллу I.